# Kabinet-Cossiga I
Het kabinet–Cossiga I was de Italiaanse regering van 4 augustus 1979 tot 4 april 1980. Het kabinet werd gevormd door de politieke partijen DC, PSI, PSDI en de PLI na de parlementsverkiezingen van 1979 met Francesco Cossiga van de Democrazia Cristiana als premier.

## Kabinet–Cossiga I (1979–1980)
| Ambtsbekleder | Ambtsbekleder           | Ambtsbekleder                       | Functie                                  | Ambtstermijn      | Ambtstermijn     | Partij |
| ------------- | ----------------------- | ----------------------------------- | ---------------------------------------- | ----------------- | ---------------- | ------ |
|               | Francesco Cossiga       | Francesco Cossiga (1928–2010)       | Premier                                  | 4 augustus 1979   | 18 oktober 1980  | DC     |
|               | Piergiorgio Bressani    | Piergiorgio Bressani (1929–2022)    | Secretaris- generaal                     | 4 augustus 1979   | 28 juni 1981     | DC     |
|               | Virginio Rognoni        | Virginio Rognoni (1924–2022)        | Minister van Binnenlandse Zaken          | 13 juni 1978      | 4 augustus 1983  | DC     |
|               | Franco Maria Malfatti   | Franco Maria Malfatti (1927–1991)   | Minister van Buitenlandse Zaken          | 4 augustus 1979   | 15 januari 1980  | DC     |
|               | Attilio Ruffini         | Attilio Ruffini (1925–2011)         | Minister van Buitenlandse Zaken          | 15 januari 1980   | 4 april 1980     | DC     |
|               | Franco Reviglio         | Franco Reviglio (1935)              | Minister van Financiën                   | 4 augustus 1979   | 28 juni 1981     | PSI    |
|               | Filippo Maria Pandolfi  | Filippo Maria Pandolfi (1927)       | Minister van de Schatkist                | 12 maart 1978     | 18 oktober 1980  | DC     |
|               | Beniamino Andreatta     | Beniamino Andreatta (1928–2007)     | Minister van het Budget                  | 4 augustus 1979   | 4 april 1980     | DC     |
|               | Tommaso Morlino         | Tommaso Morlino (1925–1983)         | Minister van Justitie                    | 20 maart 1979     | 18 oktober 1980  | DC     |
|               | Antonio Bisaglia        | Antonio Bisaglia (1929–1984)        | Minister van Economische Zaken           | 4 augustus 1979   | 20 december 1980 | DC     |
|               | Attilio Ruffini         | Attilio Ruffini (1925–2011)         | Minister van Defensie                    | 18 September 1977 | 15 januari 1980  | DC     |
|               | Adolfo Sarti            | Adolfo Sarti (1928–1992)            | Minister van Defensie                    | 15 januari 1980   | 4 april 1980     | DC     |
|               | Renato Altissimo        | Renato Altissimo (1940–2015)        | Minister van Volksgezondheid             | 4 augustus 1979   | 4 april 1980     | PLI    |
|               | Vincenzo Scotti         | Vincenzo Scotti (1933)              | Minister van Arbeid en Sociale Zaken     | 12 maart 1978     | 4 april 1980     | DC     |
|               | Salvatore Valitutti     | Salvatore Valitutti (1907–1992)     | Minister van Onderwijs                   | 4 augustus 1979   | 4 april 1980     | PLI    |
|               | Luigi Preti             | Luigi Preti (1914–2009)             | Minister van Transport                   | 20 maart 1979     | 4 april 1980     | PSDI   |
|               | Franco Nicolazzi        | Franco Nicolazzi (1924–2015)        | Minister van Infrastructuur              | 4 augustus 1979   | 4 april 1980     | PSDI   |
|               | Giovanni Marcora        | Giovanni Marcora (1922–1983)        | Minister van Landbouw                    | 22 november 1974  | 18 oktober 1980  | DC     |
|               | Egidio Ariosto          | Egidio Ariosto (1911–1998)          | Minister van Cultuur                     | 4 augustus 1979   | 4 april 1980     | PSDI   |
|               | Vittorino Colombo       | Vittorino Colombo (1925–1996)       | Minister van Communicatie                | 20 maart 1979     | 4 april 1980     | DC     |
|               | Bernardo D'Arezzo       | Bernardo D'Arezzo (1922–1985)       | Minister van Toerisme                    | 4 augustus 1979   | 4 april 1980     | DC     |
|               | Adolfo Sarti            | Adolfo Sarti (1928–1992)            | Minister voor Parlementaire Betrekkingen | 4 augustus 1979   | 15 januari 1980  | DC     |
|               | Clelio Darida           | Clelio Darida (1927–2017)           | Minister voor Parlementaire Betrekkingen | 15 januari 1980   | 4 april 1980     | DC     |
|               | Massimo Severo Giannini | Massimo Severo Giannini (1915–2000) | Minister voor Publieke Diensten          | 4 augustus 1979   | 18 oktober 1980  | PSI    |
|               | Gaetano Stammati        | Gaetano Stammati (1908–2002)        | Minister voor Buitenlandse Handel        | 20 maart 1979     | 4 april 1980     | DC     |
|               | Michele Di Giesi        | Michele Di Giesi (1927–1983)        | Minister voor Zuid-Italië                | 20 maart 1979     | 4 april 1980     | PSDI   |
|               | Vito Scalia             | Vito Scalia (1925-2009)             | Minister voor Wetenschaps- beleid        | 4 augustus 1979   | 4 april 1980     | DC     |
|               | Franco Evangelisti      | Franco Evangelisti (1923–1993)      | Minister voor de Koopvaardij             | 4 augustus 1979   | 4 maart 1980     | DC     |
|               | Nicola Signorello       | Nicola Signorello (1926)            | Minister voor de Koopvaardij             | 4 maart 1980      | 18 oktober 1980  | DC     |
|               | Siro Lombardini         | Siro Lombardini (1924–2013)         | Minister voor Staatsdeel- nemingen       | 4 augustus 1979   | 4 april 1980     | DC     |

De Gasperi II · De Gasperi III · De Gasperi IV · De Gasperi V · De Gasperi VI · De Gasperi VII · De Gasperi VIII · Pella · Fanfani I · Scelba · Segni I · Zoli · Fanfani II · Segni II · Tambroni · Fanfani III · Fanfani IV · Leone I · Moro I · Moro II · Moro III · Leone II · Rumor I · Rumor II · Rumor III · Colombo · Andreotti I · Andreotti II · Rumor IV · Rumor V · Moro IV · Moro V · Andreotti III · Andreotti IV · Andreotti V · Cossiga I · Cossiga II · Forlani · Spadolini I · Spadolini II · Fanfani V · Craxi I · Craxi II · Fanfani VI · Goria · De Mita · Andreotti VI · Andreotti VII · Amato I · Ciampi · Berlusconi I · Dini · Prodi I · D'Alema I · D'Alema II · Amato II · Berlusconi II · Berlusconi III · Prodi II · Berlusconi IV · Monti · Letta · Renzi · Gentiloni · Conte I · Conte II · Draghi · Meloni